# Se balla da sola
Se balla da sola è un singolo del gruppo musicale italiano Pooh del 1999.
Il brano, tratto dall'album Un posto felice, è stato scritto da Roby Facchinetti per le musiche e da Valerio Negrini per il testo, ed è interpretato a quattro voci alternate.
Il singolo si è rivelato un tormentone radiofonico di quell'anno, e ne è stato girato anche un videoclip.

## Formazione
1. Roby Facchinetti: voce, pianoforte e tastiere.
2. Dodi Battaglia: voce e chitarra.
3. Stefano D'Orazio: voce e batteria.
4. Red Canzian: voce e basso.